# Diamond DA42
Il Diamond DA42 Twin Star è un bimotore ad elica da turismo multiruolo ad ala bassa prodotto dall'azienda austriaca Diamond Aircraft Industries GmbH negli anni duemila.
Caratterizzato dalla costruzione con largo uso di materiali compositi, pur se principalmente indirizzato al mercato dell'aviazione generale, è stato adottato anche dalle aeronautiche militari di Thailandia, Regno Unito e Niger.
Il Diamond DA42 Twin Star è stato il primo bimotore ad elica nella sua categoria ad essere costruito in Europa negli ultimi 25 anni.

## Storia del progetto

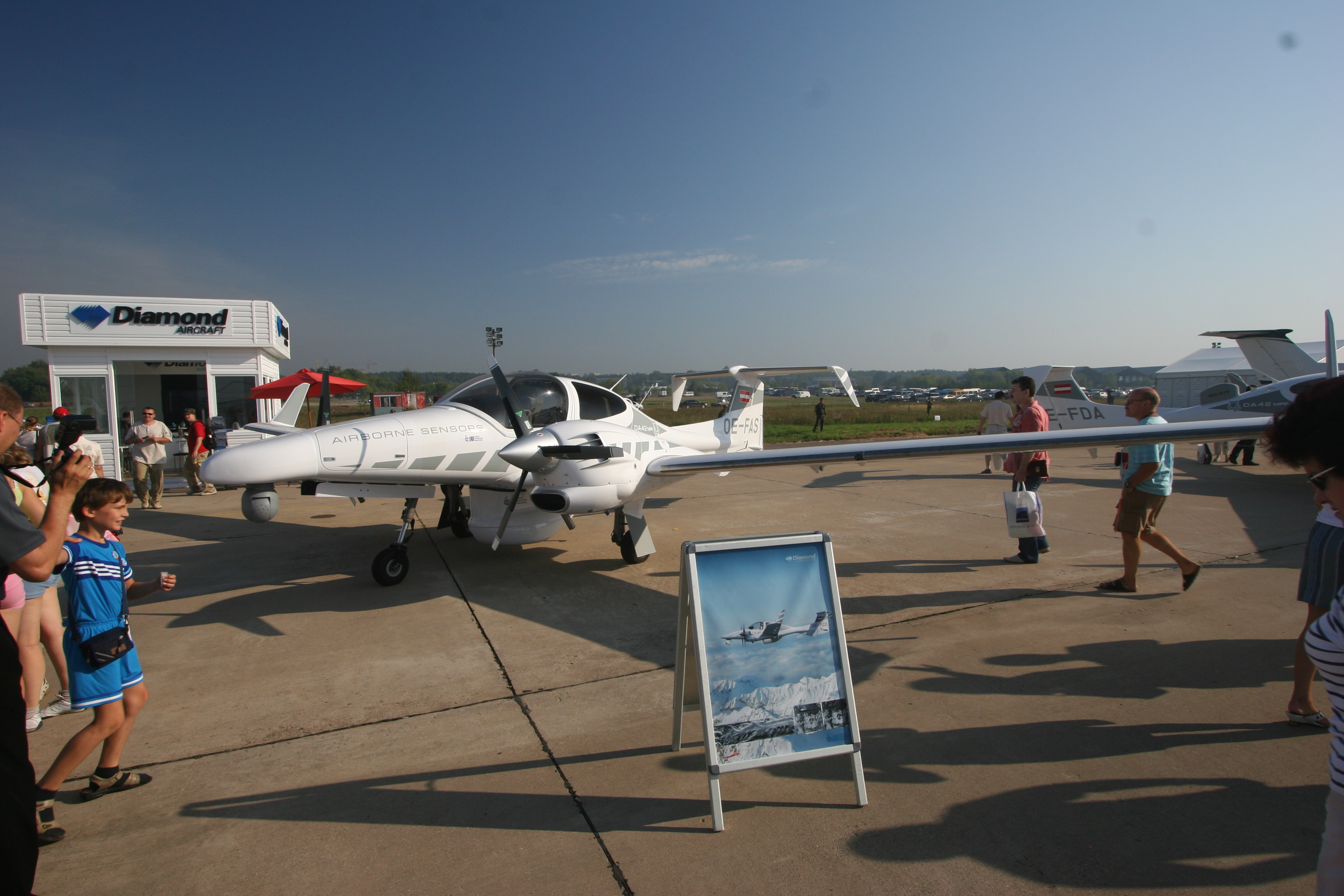
Un Diamond DA42 esposto al salone MAKS 2007.

Il DA42 Twin Star fu certificato in Europa nel 2004 e negli Stati Uniti d'America nel 2005.

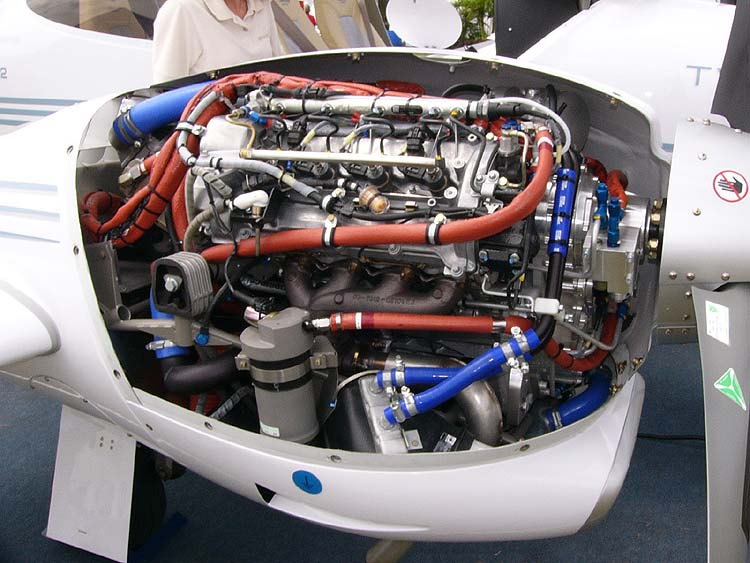
Il motore Diesel Centurion 1.7 alloggiato in una gondola motore del DA42.

Nei primi anni duemila l'azienda austriaca decise di promuovere uno sviluppo bimotore del proprio monomotore Diamond DA40 Diamond Star. Il nuovo velivolo era indirizzato ad ottimizzare le prestazioni ricorrendo ad un largo uso di materiali compositi per ridurre la massa complessiva del modello ed adottando una motorizzazione adatta a ridurre il più possibile il consumo di combustibile.
Il prototipo venne portato in volo per la prima volta il 9 dicembre 2002 con Christian Dries, amministratore delegato e proprietario della Diamond Aircraft Industries, ed un ingegnere di volo a bordo.

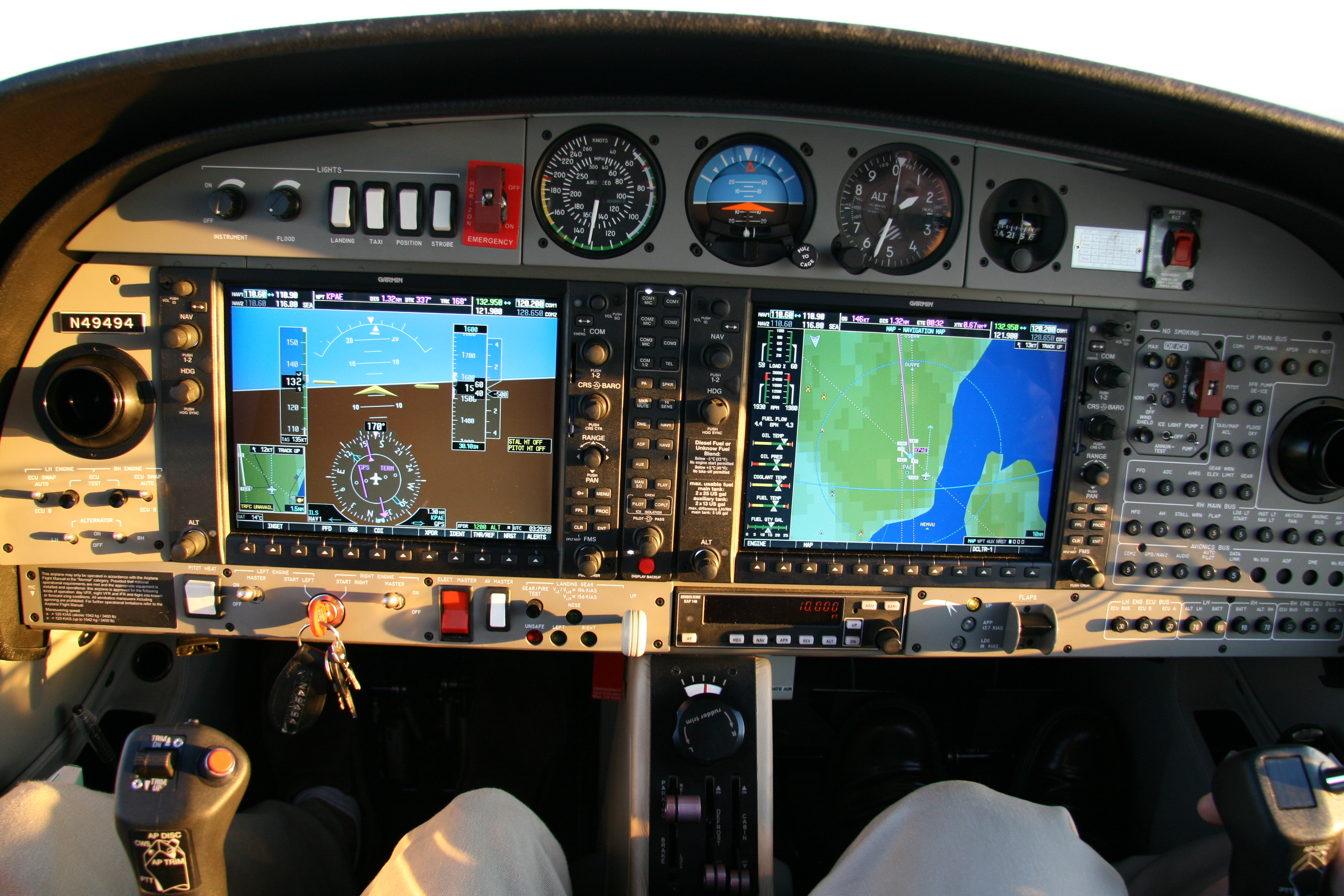
Il glass cockpit Garmin G1000 installato sul Diamond DA42

Il DA42 venne equipaggiato con una coppia di motori diesel Centurion 1.7 capaci di esprimere una potenza pari a 135 hp (99 kW), modificati per poter utilizzare al posto del gasolio il Jet-A, combustibili normalmente destinati ai motori a reazione. Il consumo di combustibile risultava essere circa la metà rispetto ad un bimotore della stessa categoria alimentato ad avgas.
Thielert Aircraft Engines ha terminato la produzione della versione con motore 1.7 L Centurion (siglato come TAE 125-01 Centurion 1.7) in favore della nuova versione di motore 2.0 L (TAE 125-02-99). La Diamond ha iniziato ad installare i nuovi motori nei primi mesi del 2007. Nonostante la cilindrata sia superiore alla precedente versione, le prestazioni sono state ridotte portandole a 135 hp e 302 ft. lb di coppia, come nei 1.7 L.
Il velivolo è costruito in composito di carbonio ed è equipaggiato con un glass cockpit Garmin G1000.
Il DA42 Twin Star è stato il primo velivolo diesel ad ala fissa ad effettuare una traversata oceanica del Nord Atlantico senza scalo in 12.5 ore, con un consumo medio di 5,74 galloni/h (2,87 galloni/h per motore).
A seguito dell´insolvenza di Thielert Aircraft Engines nel 2008, in Marzo 2009 Diamond ha ottenuto la certificazione EASA per il motore Austro Engine AE300. Equipaggiati con questi motori, il DA42 viene designato DA42NG con le prime consegne eseguite nello stesso anno.
Il DA42NG ottiene la certificazione FAA in Aprile 2010 aprendo il mercato nordamericano.
Nel 2016 a seguito di aggiornamenti aerodinamici, sull´avionica e sulle eliche, il DA42NG viene commercializzato con la denominazione DA42VI.
Nel 2018 viene introdotta la suite di avionica aggiornata Garmin 1000 NXi su DA42VI.

### Varianti speciali
Dal 2006 molte organizzazioni, inclusa la stessa Diamond, hanno riconosciuto l'attitudine ad operazioni di radio-misurazioni. La Diamond sta producendo una versione multiruolo del DA42. Questo poiché la struttura in composito crea pochissime interferenze agli strumenti di rilevazione (e di navigazione) rispetto al metallo.

## Impiego operativo

### Civile
Italia
In Italia il DA42 trova impiego, tra l'altro, come aereo da addestramento presso numerose scuole di volo.
Federazione Russa
In Russia il DA42 trova impiego come aereo da addestramento presso la UHCAS, scuola di volo civile con sede a Ul'janovsk ed è inoltre utilizzato dalla compagnia aerea russa Ak Bars Aero con sede a Bugul'ma.

### Militare
Attualmente il DA42 è proposto anche per il mercato dell'aviazione militare, dove ha riscosso alcuni iniziali successi commerciali.
La Royal Air Force opera con due esemplari della versione DA42 MPP dal 2008 in missioni di sorveglianza aerea.
Alla metà del 2009 è stato acquistato dal governo thailandese con un contratto per sei esemplari e destinato alla Kongthap Akat Thai, la locale forza aerea, dove verrà utilizzato come aereo da addestramento.

## Versioni
DA42
Versione con motori Thiellert Centurion
DA42 NG
Versione con motori Austro Engine AE300 168 CV
DA42 MPP
versione multiruolo e multipiattaforma, da qui la sigla MPP (Multi Purpose Platform), derivata dalla DA42 ed in grado di essere equipaggiata con una serie di sensori per il rilevamento aereo.

### DA42 VI
Versione aggiornata nel 2016 con motori Austro Engine AE300 168 CV

## Utilizzatori

### Civili
Emirati Arabi Uniti
- Emirates Flight Training Academy

3 DA 42-VI ordinati a marzo 2023.
 Italia
- Aviomar

3 DA42 consegnati.
- Urbe Aero Flight Academy

3 DA42NG 

### Militari
Argentina
- Ejército Argentino

3 DA 42M acquistati nel 2016 e tutti in servizio al novembre 2018.
 Burkina Faso
- Force Aérienne de Burkina Faso

1 DA-42M-NG consegnato ed in servizio al maggio 2018.
 Ghana
- Ghana Air Force

2 DA-42MMP da ricognizione più 1 DA-42 Twin Star da addestramento consegnati.
 Giamaica
- Jamaica Defence Force Air Wing

2 DA 42L-360 consegnati e tutti in servizio all'ottobre 2020.
 Marocco
- Aeronautica militare del Marocco

1 DA42 consegnato.
 Niger
- Armée de l'air du Niger

2 DA42M consegnati e utilizzati per l'addestramento e la ricognizione.
 Regno Unito
- Royal Air Force

 Russia
- Vozdušno-kosmičeskie sily

35 DA-42T ordinati per l'addestramento dei piloti di plurimotori, consegne tra il 2018 ed il 2019.
 Thailandia
- Kongthap Akat Thai

20 DA42 per addestramento al volo, 8 DA42 MPP da pattugliamento marittimo e 3 Dominator XP, versione UAV o a pilotaggio remoto del velivolo per missioni ISR. Ulteriori 3 DA42 MPP ordinati a fine dicembre 2020.
 Svizzera
- Forze aeree svizzere

1 DA42 acquistato nel 2012.
 Venezuela
- Aviación Militar Venezolana

6 DA 42VI acquistati nel febbraio del 2014, con consegne iniziate nel luglio successivo e completate nell'aprile del 2015.
- Ejército Nacional de la República Bolivariana de Venezuela

6 DA-42MPP Guardian consegnati nel 2009-2012, ed appartenenti alla Guardia Nacional Bolivariana.